# Conflicto del sur del Líbano (1985-2000)
El conflicto del Sur del Líbano (1985-2000), tuvo lugar durante 15 años de enfrentamientos entre las Fuerzas de Defensa de Israel y sus aliados, contra la guerrilla chiita libanesa que estaba encabezada por el movimiento Hezbolá, este grupo contaba con el apoyo de países como Irán o Siria, estos enfrentamientos tuvieron lugar en una zona del sur del Líbano ocupada por Israel, bautizada por los israelíes como la «zona de seguridad». 
Este conflicto también se refiere a las operaciones de la Organización para la Liberación de Palestina (OLP) en la zona meridional del Líbano, después de los hechos conocidos con el nombre de Septiembre Negro, que tuvieron lugar en el Reino de Jordania. 
La tensión histórica entre los refugiados palestinos y las diferentes facciones libanesas, fomentaron las violentas luchas políticas internas que tuvieron lugar entre las diferentes facciones. El conflicto del Sur del Líbano puede ser visto como parte de la guerra civil en el Líbano. En los conflictos anteriores a la invasión israelí del Líbano de 1982, entre ellos la operación Litani, Israel intentó erradicar a las bases de la OLP en el sur del Líbano y apoyó a las milicias cristianas maronitas. La invasión israelí de 1982 dio lugar a la salida de la OLP del Líbano. La creación de la «zona de seguridad» en el sur del Líbano benefició a los civiles israelíes, a pesar de que tuvo un gran coste humano para los civiles palestinos y libaneses. A pesar del éxito israelí en erradicar a las bases de la OLP, y su retirada parcial en el año 1985, la invasión aumentó la severidad del conflicto con las milícias locales libanesas y resultó en la consolidación de varios movimientos chiitas locales en el Líbano, entre ellos Hezbolá y Amal. 
Con los años, las bajas militares de los dos bandos aumentaron, mientras las dos partes usaban más armamento moderno y Hezbolá mejoraba sus tácticas. A comienzos de la década de 1990, Hezbolá, que entonces contaba con el apoyo de Irán y de Siria, emergió como el grupo más poderoso militarmente, y monopolizó la actividad guerrillera en la zona meridional del Líbano. En el año 2000, después de una campaña electoral, el primer ministro israelí Ehud Barak, retiró a las FDI del sur del Líbano, de acuerdo con la resolución de la Organización de las Naciones Unidas (ONU), aprobada en 1978, la retirada dio lugar al colapso total del ejército del sur del Líbano. El gobierno libanés y Hezbolá consideraron que la retirada había sido incompleta, puesto que Israel no se retiró de las granjas de Sheeba. Después de la retirada israelí, Hezbolá mantuvo su control civil y militar sobre las poblaciones del sur del Líbano.
Durante la ocupación israelí, las agresiones militares y una política de evicción deliberada hicieron que el número de los habitantes del sur del Líbano pasara de 800.000 a 70.000.